# 科克城足球俱乐部
科克城足球俱乐部（英語：Cork City F.C.）是爱尔兰足球俱乐部，球队创建于1984年并且进入了爱尔兰职业足球联赛。俱乐部延续了有着悠久历史的科克足球协会，队服传统色为绿白相间以及红色边饰。球队是爱尔兰最早的拥有职业球员的足球俱乐部之一，也是最早的科克地区球队。

## 球會榮譽
- 愛爾蘭足球聯賽冠軍：（2）
  - 1992–93, 2005；
- 愛爾蘭足協盃：（2）
  - 1998, 2007；
- 愛爾蘭足協聯賽盃：（3）
  - 1987–88, 1994–95, 1998–99；
- 塞坦塔體育頻道盃：（1）
  - 2008；